# Залізничний кран

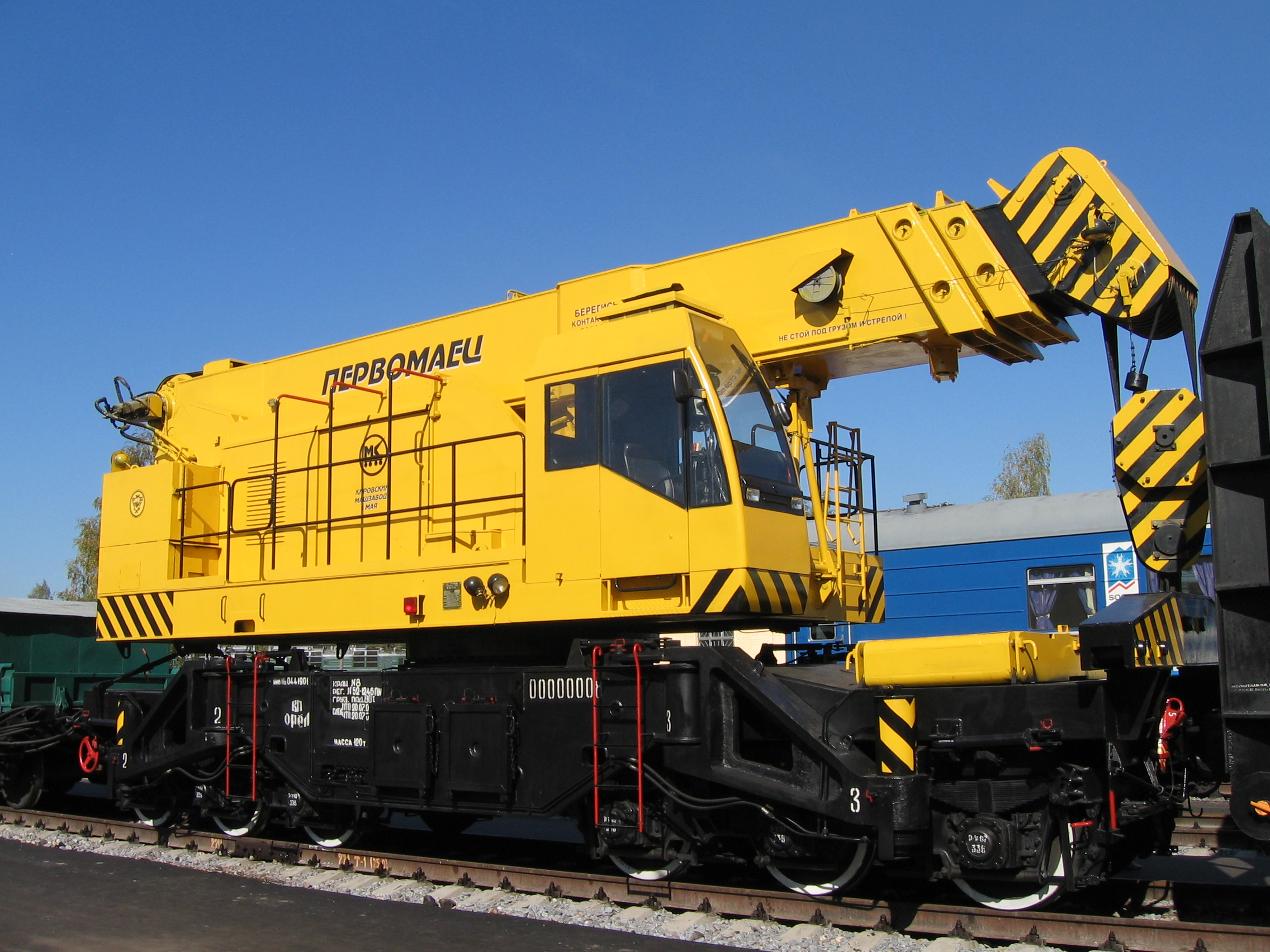
Залізничний кран кран КЖ-971

Залізничний кран — повноповоротний стріловий кран на платформі, що пересувається залізничною колією.

## Загальний опис
Залежно від умов роботи окремих механізмів і крана в цілому, ступеня їх завантаження за часом та вантажопідйомності для кранів з механічним приводом встановлюються чотири групи режимів роботи: Л — легкий, С — середній, В — важкий, ДВ — дуже важкий. Група режиму роботи визначається відповідними розрахунками за формулами Держгіртехнагляду Росії та вказується в технічному паспорті крана.

## Опис

### Технічні характеристики

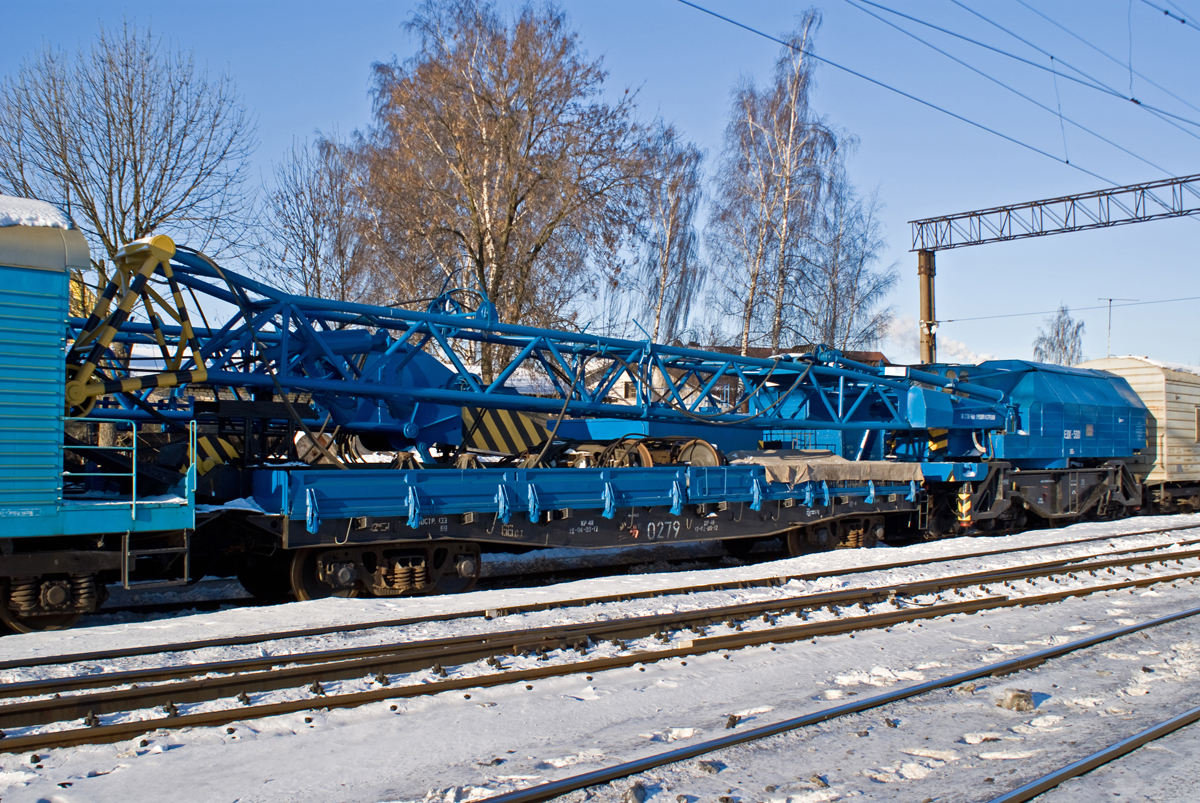
EDK-500

Вантажопідйомність складає:
Для легких та середніх кранів 20-30 т.
Для важких кранів 80-250 т.
Вантажопідйомність цих кранів при розташуванні стріл уздовж рейкової колії приблизно в 2 рази більша, ніж у поперечному напрямку при однакових запасах стійкості. Вантажні моменти кранів відповідно дорівнюють 800-5000 кН · м та 5000-25000 кН · м. Виліт кранів змінюється не більше 4-28 м. Швидкість підйому 1,15-32 м / хв.

## Пристрій

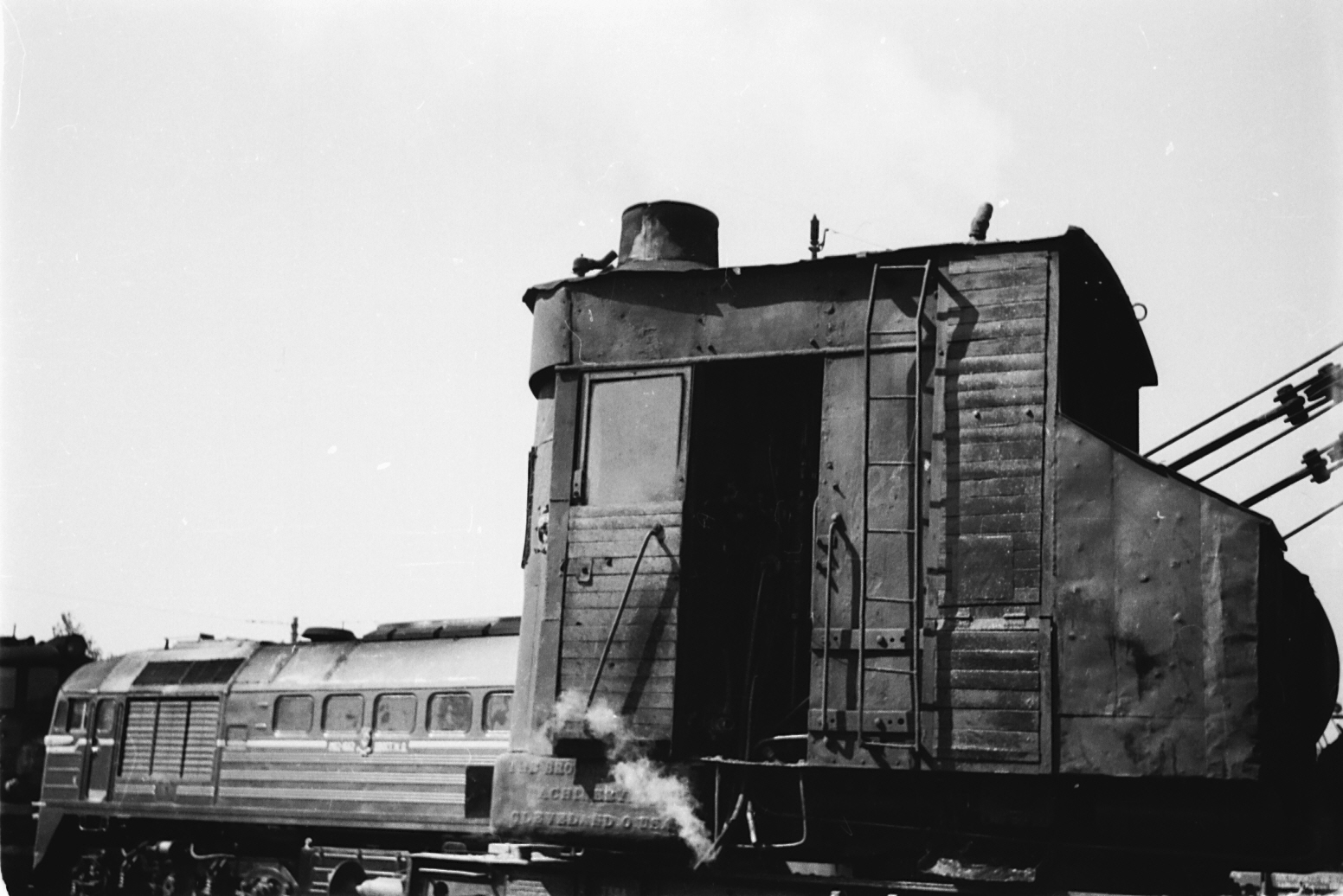
Залізничний паровий кран виробництва США з грейферним ковшем у локомотивному депо станції Уссурійськ, 1977 рік. Ймовірно, отриманий за ленд-лізом.

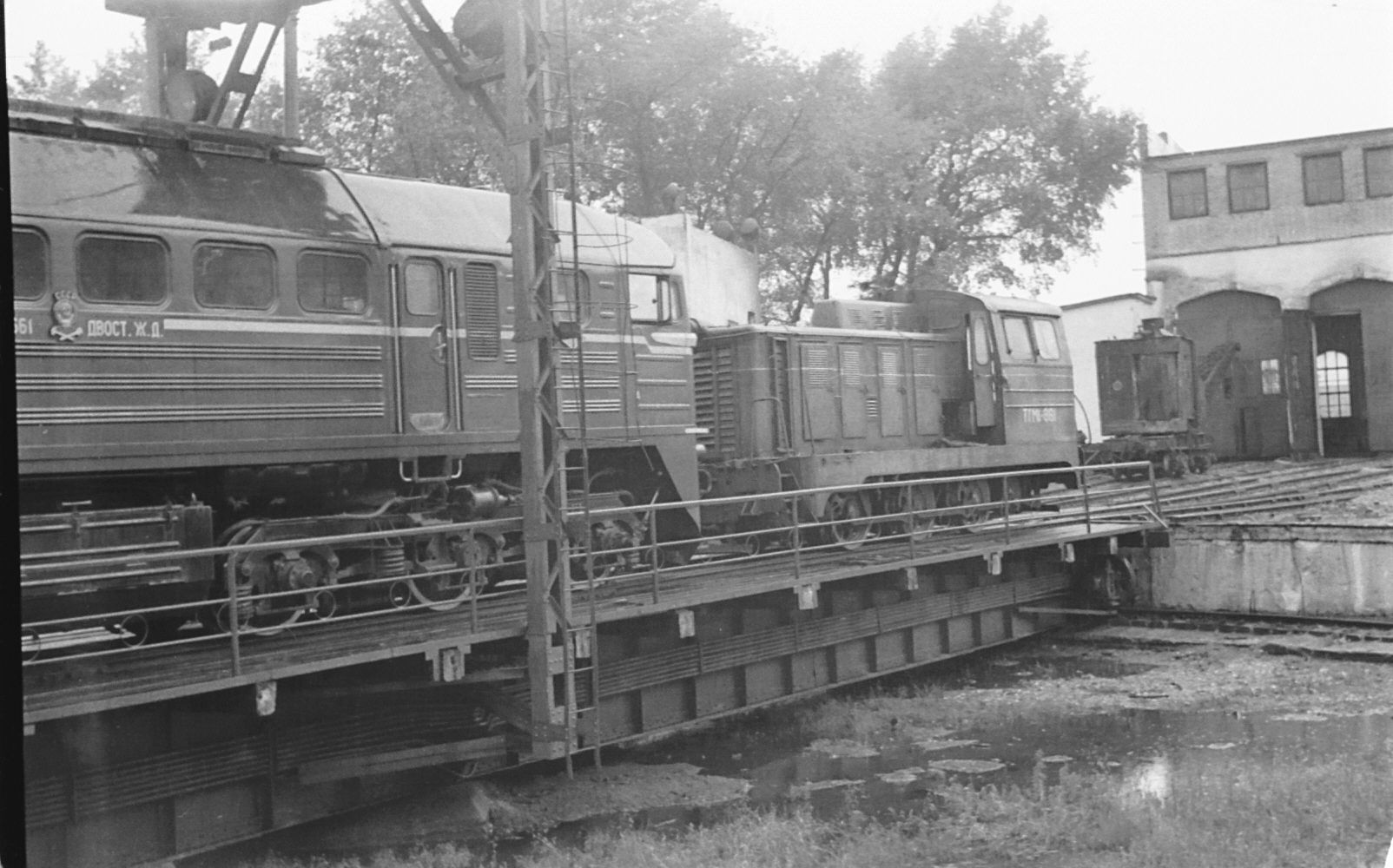
ТГМ1 і М62 на поворотному колі, вдалині видно паровий кран виробництва США. Уссурійськ, 1977 рік.

### Привід
Залежно від типу приводу розрізняють крани із ручним або механічним приводом. Крани з ручним приводом мають невелику вантажопідйомність і використовуються головним чином при незначному обсязі перевантажувальних робіт. Крани з механічним приводом в залежності від встановленого основного силового агрегату поділяють:
- Парові. Встановлюється паровий котел і парова машина, що приводить у дію всі його механізми. Паровий привід на крані в порівнянні з іншими видами приводів відрізняється простотою, надійністю та забезпечує безступінчасту зміну швидкостей роботи крана [1], однак має ряд недоліків:
  - Низький ККД (близько 5 %)[1].
  - Великі габаритні розміри та збільшена вага[1].
  - Непродуктивна витрата палива та необхідність безперервного обслуговування та спостереження за паровим котлом навіть у період перерви в роботі крана[1].
  - Значний час (45-60 хв) витрачається на приведення крана в робочий стан або його встановлення[1].

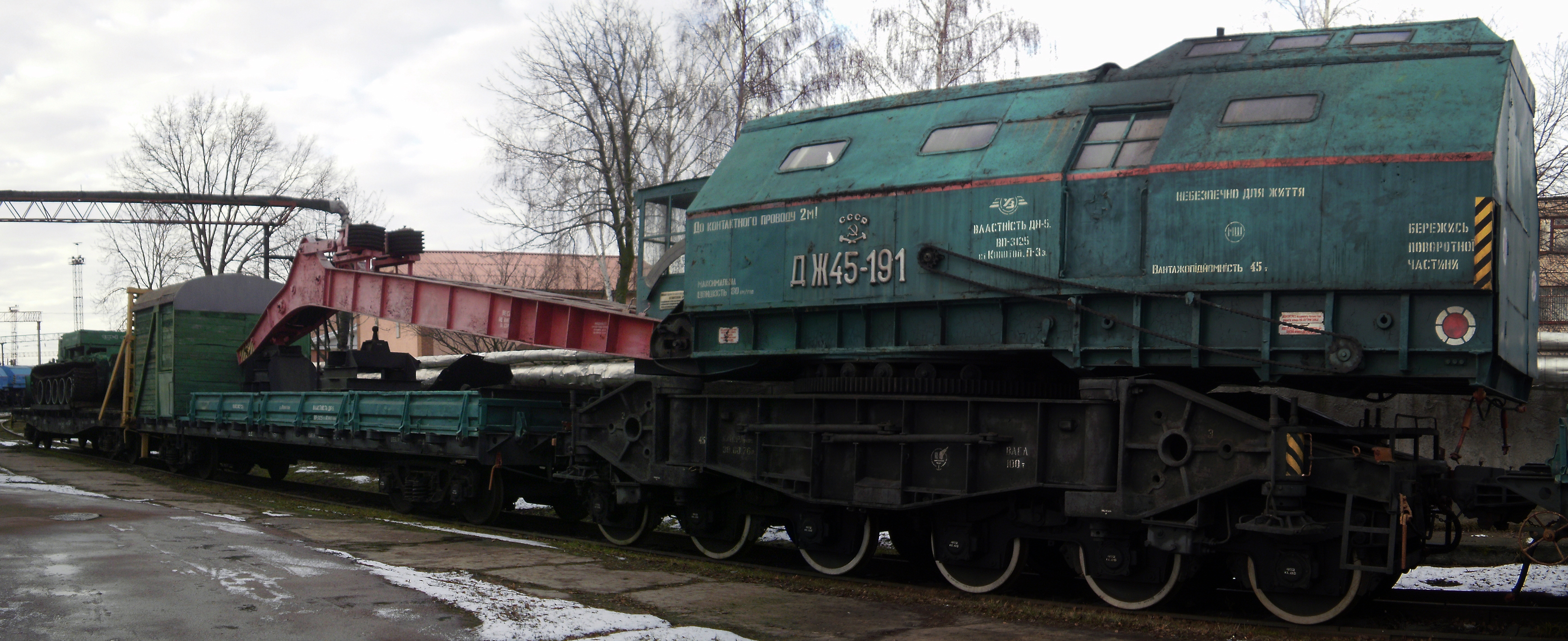
Кран у депо Конотоп

- - Тривалий час перебуває в ремонті через періодичне промивання котла[1].
- електричні. У цих кранах окремі його механізми приводяться в дію від електродвигунів, які живляться струмом від зовнішньої мережі через силовий кабель. Цей привід найбільш економічний і простий за своїм пристроєм. Витрата робочої сили при обслуговуванні електричного крана менша (приблизно) у 2,5 рази, ніж на паровому крані, та в 1,3 рази, ніж при приводі з двигуном внутрішнього згоряння. Однак, кабель значно скорочує поле дії, тому кран може працювати лише за наявності на робочому майданчику силової лінії та місць підключення до неї[1].
- Крани з приводом від двигуна внутрішнього згоряння безпосередньо (однорухові): ПК-6, МК-6, КДВ-15. На кранах з однодвигунним приводом використовуються як дизельні, так і бензинові двигуни внутрішнього згоряння. Однодвігательний привід вимагає порівняно складних, залежних один від одного механізмів, зі значною кількістю сполучних муфт, що є його недоліком[1].
- Крани з двигуном внутрішнього згоряння у поєднанні з електричним генератором (багаторухові). Дизель-електричні: серії КДЕ та EDK. На кранах із цим багаторуховим приводом встановлена дизель-генераторна установка, що забезпечує електроенергією двигуни кожного окремого приводного механізму. Ці крани можуть живитись струмом і від зовнішньої мережі. Кожен механізм має самостійний привід і може бути увімкнений або відключений незалежно від інших механізмів[1].
- Дизель-гідравлічні[1].

Кранові механізми наводяться від власного генератора з дизельним двигуном або стороннього джерела струму. Швидкість пересування залізничних кранів рейковою колією становить 60-100 км/год. Частота обертання: 0,5 об/хв для кранів великої вантажопідйомності (сотні тонн) та 1,5 об/хв для легших кранів. Передбачена також довідкова частота обертання 0,05-0,1 об/хв. Мінімальний виліт залізничних кранів становить 4-8 м, максимальний 22-28 м. Час зміни вильоту 1-6 хв .

### Платформа

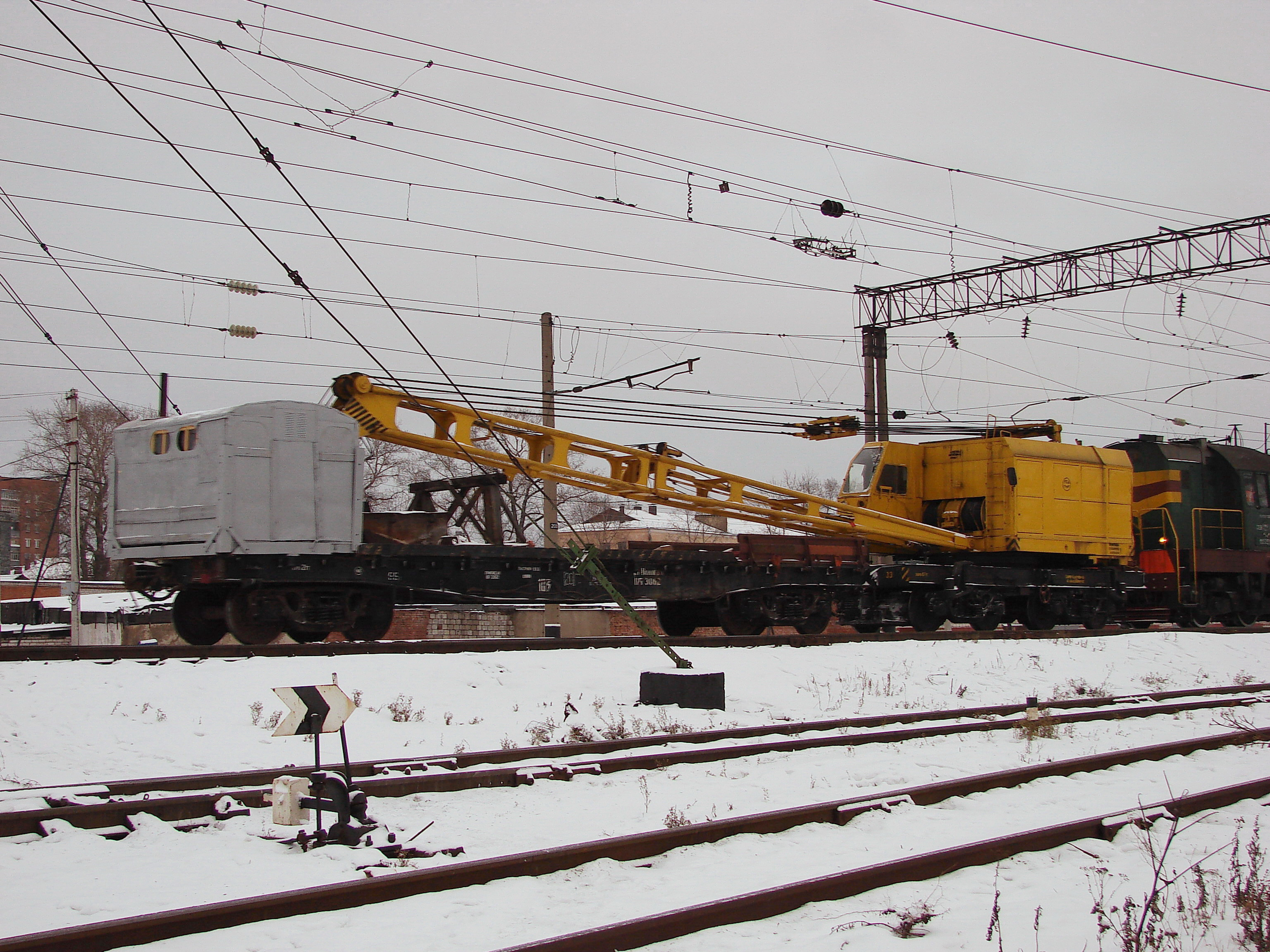
Залізничний кран

Залізничні крани монтують на спеціальних залізничних платформах. Стріла в транспортному положенні укладається на іншу платформу, що входить до комплекту обладнання. Платформа крана спирається на колісні осі у кількості від чотирьох до восьми.
Колісні пари групують у три-, чотиривісні балансирні візки. Навантаження на вісь допускається трохи більше 200 кН. Платформи крана забезпечують стандартними залізничними автозчепленнями, оскільки кран може бути не тільки включений до складу поїзда, але й використаний як локомотив при маневрах.
Габарити залізничних кранів повинні відповідати вимогам ГОСТ 9238-73. Маса кранів становить 60-300 т. Платформи мають від чотирьох до восьми поворотних балок із гідравлічними виносними опорами. Працюючи крана під них заздалегідь підкладаються шпальні клітини з брусів.
Механізм пересування крана постачають звичайним залізничним гальмівним пристроєм з пневматичним приводом.